# Réservoir Gould
Pour les articles homonymes, voir Gould.
Le réservoir Gould (en anglais : Gould Reservoir) est un lac de barrage dans l'État américain du Colorado. Il est situé à une altitude de 2 232 m dans le comté de Montrose.